# Contea di Skagit
La contea di Skagit (in inglese Skagit County) è una contea dello Stato di Washington, negli Stati Uniti. La popolazione al censimento del 2000 era di 102 979 abitanti. Il capoluogo di contea è Mount Vernon.

## Geografia
La contea si trova nel centro-nord dello Stato e si affaccia sul Mare dei Salish. Il territorio va dalle pianure sullo stretto di Rosario, alle gole del fiume Skagit che scorre verso ovest, alle cime della Catena delle Cascate a est. Il punto più alto è il monte Buckner. La contea comprende anche diverse isole nel mare dei Salish.
Tra le aree nazionali protette, qui si trova il Parco nazionale delle North Cascades.
Nella contea si trovano anche alcune riserve: la Riserva Sauk-Suiattle, la Riserva Swinomish e la Riserva Upper Skagit.

### Contee confinanti
- Contea di Whatcom - nord
- Contea di Okanogan - nord-est
- Contea di Chelan - est
- Contea di Snohomish - sud
- Contea di Island - sud-ovest
- Contea di San Juan - ovest

## Storia
L'rea è abitata da circa 10000 anni e nel 1300 circa arrivarono i Salish della costa. La contea fu creata nel 1883 dalla contea di Whatcom e prende il nome dall'omonimo popolo nativo.

## Comuni

### Cities
- Anacortes
- Burlington
- Mount Vernon (capoluogo)
- Sedro-Woolley

### Towns
- Concrete
- Hamilton
- La Conner
- Lyman

### Census-designated places
- Alger
- Bay View
- Big Lake
- Clear Lake
- Conway
- Edison
- Lake Cavanaugh
- Lake McMurray
- Marblemount
- Rockport